# Uncula herbaria
Uncula herbaria är en fjärilsart som beskrevs av Swinhoe 1886. Uncula herbaria ingår i släktet Uncula och familjen nattflyn. Inga underarter finns listade i Catalogue of Life.